# Handball en Slovénie
Le handball est un des sports les plus populaires en Slovénie.
Au niveau des sélections nationales, là aussi on retrouve une équipe féminine d'un niveau plus modeste que leur homologue masculin. Ces derniers font partie des équipes pouvant revendiquer une des premières places durant une grande compétition, comme lors de l'Euro 2004 où l'équipe nationale décrocha l'argent ou lors du Mondial 2013 où l'équipe nationale termine sur une très belle quatrième place, avant d'obtenir une médaille de bronze lors du Mondial 2017.
Au niveau des clubs, le RK Celje chez les hommes et le RK Krim chez les femmes dominent assez nettement leurs adversaires.

## Les équipes nationales

### L'équipe nationale masculine
La Slovénie compte trois médailles à son palmarès :
- médaille de bronze aux Jeux méditerranéens de 1993 en Languedoc-Roussillon
- médaille d'argent au Championnat d'Europe 2004 en Slovénie
- médaille de bronze au Championnat du monde 2017 en France

### L'équipe nationale féminine
La Slovénie compte quatre médailles à son palmarès, toutes remportées aux Jeux méditerranéens :
- médaille d'argent aux Jeux méditerranéens de 2013
- médaille de bronze aux Jeux méditerranéens de 1997, 2001 et 2018

## Les clubs

### Clubs masculins
Fondé en 1991, le Championnat masculin, également nommé « 1. A Liga », rassemble l'élite des clubs masculins slovènes. Le RK Celje est le club le plus titré avec un bilan, en 2023, de 26 Championnats, de 22 Coupes et 8 Supercoupes remportés. Le club a également remporté la Ligue des champions en 2004. 
Du temps de la Yougoslavie, le RD Slovan Ljubljana est le seul club slovène à avoir eu un rôle important, atteignant la finale de la Coupe des clubs champions en 1980-1981 après avoir été champion de Yougoslavie en 1980.
Enfin, le RK Koper a remporté la Coupe Challenge (C4) en 2011 et le RK Gorenje Velenje a atteint la finale de la Coupe de l'EHF (C3) en 2009.
Le bilan en Championnat est :
| Rang  | Club               | Titres | Années victorieuses |
| ----- | ------------------ | ------ | --- |
| 1     | RK Celje           | 26     | 1992, 1993, 1994, 1995, 1996, 1997, 1998, 1999, 2000, 2001, 2003, 2004, 2005, 2006, 2007, 2008, 2010, 2014, 2015, 2016, 2017, 2018, 2019, 2020, 2022, 2023 |
| 2     | RK Gorenje Velenje | 5      | 2009, 2012, 2013, 2021, 2024 |
| 3     | Prule 67           | 1      | 2002 |
| 4     | RK Cimos Koper     | 1      | 2011 |
| Total | Total              | 33     | 1992-2024 |

Le bilan en Coupe est :
| Rang  | Club                     | Titres | Années victorieuses |
| ----- | ------------------------ | ------ | --- |
| 1     | RK Celje                 | 22     | 1992, 1993, 1994, 1995, 1996, 1997, 1998, 1999, 2000, 2001, 2004, 2006, 2007, 2010, 2012, 2013, 2014, 2015, 2016, 2017, 2018, 2023 |
| 2     | RK Koper                 | 3      | 2008, 2009, 2011 |
| 2     | RK Gorenje Velenje       | 3      | 2003, 2019, 2022 |
| 4     | RD Prule 67              | 1      | 2002 |
| 4     | RD Jadran Hrpelje-Kozina | 1      | 2005 |
| 4     | Trimo Trebnje            | 1      | 2024 |
| -     | Arrêtée ou non disputée  | 2      | 2020, 2021 |
| Total | Total                    | 33     | 1992-2024 |

Le bilan en Supercoupe est :
| Rang  | Club                    | Titres  | Années victorieuses                            |
| ----- | ----------------------- | ------- | ---------------------------------------------- |
| 1     | RK Celje                | 8       | 2007, 2010, 2014, 2015, 2016, 2017, 2019, 2023 |
| 2     | Gorenje Velenje         | 4       | 2009, 2011, 2012, 2022                         |
| 3     | RK Koper                | 1       | 2008                                           |
| 3     | MRK Krka                | 1       | 2018                                           |
| -     | Arrêtée ou non disputée | 3       | 2013, 2020, 2021                               |
| Total | Total                   | 14 (+3) | 2007-2023                                      |

### Clubs féminins
Le handball féminin en Slovénie est synonyme de RK Krim. En effet, le club de Ljubljana n'a laissé échappé que quatre championnats (dont le trois premiers) et trois coupes. Le club a également remporté à deux reprises la Ligue des champions en 2001 et 2003, atteignant la finale à trois autres reprises en 1999, 2004 et 2006.
Le RK Olimpija Ljubljana, vainqueur des trois premières éditions du championnat et de deux coupes, a également remporté la Coupe de l'EHF (C3) en 1997.
Le bilan en Championnat est :
| Rang  | Club                  | Titres | Années victorieuses |
| ----- | --------------------- | ------ | --- |
| 1     | RK Krim               | 30     | 1995, 1996, 1997, 1998, 1999, 2000, 2001, 2002, 2003, 2004, 2005, 2006, 2007, 2008, 2009, 2010, 2011, 2012, 2013, 2014, 2015, 2017, 2018, 2019, 2020, 2021, 2022, 2023, 2024, 2025 |
| 2     | RK Olimpija Ljubljana | 3      | 1992, 1993, 1994 |
| 3     | RK Zagorje            | 1      | 2016 |
| Total | Total                 | 33     | 1992-2025 |

Le bilan en Coupe est :
| Rang  | Club                    | Titres  | Années victorieuses |
| ----- | ----------------------- | ------- | --- |
| 1     | RK Krim                 | 29      | 1993, 1994, 1995, 1996, 1997, 1999, 2000, 2001, 2002, 2003, 2004, 2005, 2006, 2007, 2008, 2009, 2010, 2011, 2012, 2013, 2014, 2015, 2016, 2017, 2018, 2019, 2022, 2023, 2025 |
| 2     | RK Olimpija Ljubljana   | 2       | 1992, 1998 |
| 3     | ŽRK Ajdovščina          | 1       | 2024 |
| -     | Arrêtée ou non disputée | 2       | 2020, 2021 |
| Total | Total                   | 31 (+2) | 1992-2025 |